# トーマス・ゴッドウィン
トーマス・ゴッドウィン（Thomas Godwin、1920年11月5日 - 2012年11月3日）は、イギリス（イングランド）の元自転車競技（トラックレース）選手、元同指導者。
英語圏では、トミー・ゴッドウィン（Tommy Godwin）とも呼ばれていた。

## 来歴
アメリカ合衆国、コネティカット州の出身で、1932年に一家揃ってイングランドに移住。
1948年のロンドンオリンピックに出場し、1㎞タイムトライアルと団体追抜の2種目でそれぞれ銅メダルを獲得した。なお、同大会の1㎞タイムトライアルは当初、レジナルド・ハリスが参加予定だったが、大会直前の怪我が癒えなかったために辞退したため、当人に出場機会が回ってきたものだった。また、1950年に開催されたコモンウェルスゲームズでも1㎞タイムトライアルで銅メダルを獲得した。
現役引退後、1964年開催の東京オリンピックにおいてイギリス代表監督として来日した。また、イングランド・ソリフルの自転車クラブで個人的に指導していたグラハム・ウェブは1967年の世界選手権・アマチュアロードで優勝。さらに同じく指導していたミック・ベネットは、ミュンヘン、モントリオールの両オリンピックの団体追抜で銅メダルを獲得した。
その後、イギリス自転車競技連盟の会長を歴任。また、2012年開催のロンドンオリンピックでは、公式大使を務めた。
2012年11月3日、ソリフルの病院で死去。91歳没。